# Tjalve IF Norrköping
Tjalve IF Norrköping är en idrottsförening i Norrköping nu verksamma inom friidrott och orientering. Föreningen grundades lördagen den 21 mars 1925 av ett antal medlemmar i KFUM:s gymnastik- och idrottsavdelning. Nuvarande . Föreningen bedriver verksamhet främst i Vrinneviskogen, på Borgsmo IP och i Stadium Arena. I försommartid arrangerar föreningen klassikern Vårruset som lockar tusentals kvinnor att springa 5 kilometer genom Norrköping. Föreningen anordnar och Grabb- och Tjejhalvan, Norrköpings Stadslopp samt NT-knatet.
Sedan 2017 är Tjalve IF Norrköping den enda kvarvarande friidrottsföreningen i Norrköping.

## Bildande[1]
Föreningen bildades lördagen den 21 mars 1925 av ett antal medlemmar i KFUM:s gymnastik- och idrottsavdelning, vilka önskade vidareutveckla idrotten. Vid mötet, som besöktes av ett 30-tal personer, antecknade sig 27 av dessa som medlemmar i föreningen. Konstituerande sammanträde hölls måndagen den 30 mars.
Med tanke på föreningens strävan att arbeta efter ideella linjer valdes idrottsprästen och dåvarande komministern i Simonstorp, Sigfrid Sigland, till föreningens förste ordförande.

## Namn
På förslag till namn vid föreningens grundande 1925 var Örnen och Vale, men båda dessa namnförslag avslogs av Riksidrottsförbundet eftersom de var upptagna av andra föreningar. Det föreslag namn som sedan antogs var Gymnastik- och idrottsföreningen Tjalve. Namnet Tjalve togs från den nordiska mytologin, där Tjalve var namnet på asaguden Tors snabbfotade tjänare.
Föreningen bytte namn vid årsmötet 19 mars 2016 till Tjalve IF Norrköping från GoIF Tjalve (Gymnastik och idrottsföreningen Tjalve), då verksamheten inom gymnastik var obetydlig.

## Organisation
Föreningen består av två sektioner, friidrottsektionen och orienteringssektionen. Dessa två sektioner representeras av varsin styrelse som har till ansvar sektionsspecifika frågor. Frågor som rör föreningen, ekonomi samt andra gemensamma frågor ansvarar föreningsstyrelsen för som också är den enda juridiskt ansvariga styrelsen.

## Tjalves regenter 2000-2018[2]
| År   | Ordförande         | Vice ordförande  | Sekreterare     | Kassör          |
| 2000 | Arne Joelsson      | Urban Stridh     | Arne Lind       | Willy Corbelius |
| 2001 | Arne Joelsson      | Urban Stridh     | Peter Wikström  | Willy Corbelius |
| 2002 | Arne Joelsson      | Urban Stridh     | Peter Wikström  | Willy Corbelius |
| 2003 | Arne Joelsson      | Urban Stridh     | Anders Joelsson | Klas Corbelius  |
| 2004 | Arne Joelsson      | Urban Stridh     | Olle Joelsson   | Klas Corbelius  |
| 2005 | Urban Stridh       | Björn Törnblom   | Marcus Hägglöf  | Klas Corbelius  |
| 2006 | Urban Stridh       | Björn Törnblom   | Marcus Hägglöf  | Klas Corbelius  |
| 2007 | Urban Stridh       | Roger Paulsson   | Evert Lembke    | Klas Corbelius  |
| 2008 | Urban Stridh       | Evert Lembke     | Håkan Bley      | Klas Corbelius  |
| 2009 | Lena Fröberg       | Peter Wikström   | Håkan Bley      | Klas Corbelius  |
| 2010 | Lena Fröberg       | Peter Wikström   | Hillevi Luks    | Håkan Bley      |
| 2011 | Lena Fröberg       | Erik Arumskog    | Hillevi Luks    | Håkan Bley      |
| 2012 | Kristina Håkansson | Magnus Sandström | Hillevi Luks    | Willy Corbelius |
| 2013 | Kristina Håkansson | Elias Arshi      | Lena Brattgård  | Willy Corbelius |
| 2014 | Evert Lembke       | Mats Andersson   | Lena Brattgård  | Willy Corbelius |
| 2015 | Evert Lembke       |                  | Lena Brattgård  | Willy Corbelius |
| 2016 | Elias Arshi        |                  | Lena Brattgård  | Willy Corbelius |
| 2017 | Elias Arshi        | Filip Jounot     | Lena Brattgård  | Willy Corbelius |
| 2018 | Elias Arshi        | Filip Jounot     | Lena Brattgård  | Willy Corbelius |

## Medlemsantal 2000 - 2014[2]
| År   | Medlemmar | Kvinnor | Män |
| 2000 | 831       | 327     | 504 |
| 2001 | 809       | 316     | 493 |
| 2002 | 822       | 333     | 489 |
| 2003 | 819       | 318     | 501 |
| 2004 | 799       | 317     | 482 |
| 2005 | 762       | 308     | 454 |
| 2006 | 759       | 307     | 452 |
| 2007 | 745       | 294     | 451 |
| 2008 | 798       | 327     | 471 |
| 2009 | 841       | 335     | 506 |
| 2010 | 827       | 320     | 507 |
| 2011 | 769       | 310     | 459 |
| 2012 | 771       | 307     | 464 |
| 2013 | 735       | 295     | 440 |
| 2014 | 736       | 292     | 444 |

## Kända profiler
- Ellinor Stuhrmann
- Ellinor Rosenquist
- Fabian Rosenquist
- Joni Jaako